# MAA-1B
O MAA-1 B é um míssil ar-ar fabricado no Brasil pela Mectron, e está em processo de desenvolvimento. É considerado pelos engenheiros um míssil de quarta geração, situado entre o R-73 Archer russo e o Python 4 israelense.
O míssil partilha com a versão atual apenas a estrutura principal da fuselagem, a ogiva e a espoleta de proximidade e impacto, sendo o restante totalmente novo.[carece de fontes?]
Enquanto a versão anterior utiliza um sensor simples e monocromático, o sensor da nova versão é uma unidade de duas cores que se encontra 80% nacionalizada, com grande capacidade de discriminação entre alvos e despistadores pirotécnicos. A unidade tem grande capacidade off-boresight e fica alojada num nariz mais afilado e aerodinâmico, podendo ser apontada para o alvo pelo radar, pelo capacete do piloto ou ainda realizar busca autônoma. O software de aquisição e acompanhamento de alvos tem maior capacidade de lidar com despistadores, e o piloto automático está sendo programado para acompanhamento do tipo lag persuit. Atrás do nariz fica em evidência o novo conjunto aerodinâmico, composto por quatro superfícies do tipo canard fixas, seguidas por quatro canards móveis e mais duas aletas para controle de giro longitudinal similar às dos mísseis israelenses Python 4 e 5, o que elimina a necessidade de rolerons nas superfícies de voo traseiras, para garantir a estabilidade rotacional do míssil. A carga militar, como dito, é a mesma.[carece de fontes?]
O motor ainda não está definido, mas deve receber melhorias que garantam mais empuxo, de forma a aumentar o alcance, a manobrabilidade e o tempo de missão. Com o motor atual, a manobrabilidade é melhorada em mais de 20%, apenas por conta da melhor configuração aerodinâmica. Diferentemente da primeira versão, o míssil agora possui dois set ups ou modos de operação, selecionáveis pelo piloto de acordo com as características da ameaça a ser enfrentada, de modo a otimizar o desempenho da arma em relação ao alvo. Com as modificações narradas o míssil ficou um pouco mais pesado, mantendo, porém, o mesmo comprimento e diâmetro.[carece de fontes?]